# قاسم الدالي
قاسم الدالي (21 فبراير 1939 - 25 أكتوبر 2019) ممثل مصري.

## نبذه عنه
ولد، في عام 1939، وقد شارك بالعديد من أعمال أسامة أنور عكاشة وإسماعيل عبد الحافظ، كما قدم عددا كبيرا من الأعمال الدرامية مع عادل إمام، منها «النمر والأنثى» و«المشبوه» و«رمضان فوق البركان» و«بخيت وعديلة».

## من أعماله

### مسلسلات
- ابن ليل (2012).
- بيت الباشا (2010).
- خيبر (2013) وكان هذا المسلسل هو آخر عمل شارك به.[2]

## وفاته
توفي يوم الجمعة 25 أكتوبر 2019 بعد صراع طويل مع المرض عن عمر يناهز 80 سنة.